# كارلوس دوس ريس فيلهو
كارلوس دوس ريس فيلهو هو منافس ألعاب قوى برازيلي، (و. 1906  م).

## وصلات خارجية
- كارلوس دوس ريس فيلهو على موقع أوليمبيديا (الإنجليزية)